# Кабела Лигуре
Кабѐла Лѝгуре (на италиански: Cabella Ligure, на местен диалект: Cabela, Кабела) е село и община в Северна Италия, провинция Алесандрия, регион Пиемонт. Разположено е на 610 m надморска височина. Населението на общината е 580 души (към 2010 г.).